# Иван Шебаљ
Иван Шебаљ (Винковци, 1948 — Београд, 2010) био је југословенски и српски позоришни, телевизијски и филмски глумац.

## Биографија
Рођен је 26. фебруара 1948. године у Винковцима, СФРЈ. Први филмску улогу остварио је 1973. године када је добио мању улогу у серији Позориште у кући. Остаће упамћен по улогама у филмовима Београдска разгледница 1920, Малограђани и серији Одлазак ратника, повратак маршала.
Преминуо је 12. јуна 2010. године у Београду.

## Филмографија
| Год.   | Назив                                      | Улога             |
| ------ | ------------------------------------------ | ----------------- |
| 1970-е |                                            |                   |
| 1973.  | Позориште у кући (серија)                  | Дебејкијев друг   |
| 1974.  | Дивље године (серија)                      | Сова              |
| 1975.  | Отписани (серија)                          | Бане              |
| 1978.  | Професионалци (серија)                     |                   |
| 1979.  | Јоаким (ТВ филм)                           |                   |
| 1980-е |                                            |                   |
| 1980.  | Београдска разгледница 1920                | Новинар Николић   |
| 1983.  | Малограђани                                | Човек са улице    |
| 1985.  | Томбола                                    | Олгин швалер      |
| 1986.  | Одлазак ратника, повратак маршала (серија) |                   |
| 1988.  | Четрдесет осма — Завера и издаја (серија)  | Владимир Дапчевић |
| 1989.  | Рањеник (серија)                           | Илија             |
| 1990-е |                                            |                   |
| 1995.  | Крај династије Обреновић (серија)          |                   |
| 1999.  | Пролеће у Лимасолу (ТВ филм)               |                   |
| 2000-е |                                            |                   |
| 2004.  | Трагом Карађорђа (серија)                  | Петроније         |